# オットー・ザックール
オットー・ザックール（Otto Sackur、1880年9月28日、ドイツ、ヴロツワフ生まれ - 1914年12月17日、ドイツ、ベルリンにて死没）は、ドイツの物理化学者であった。
ザックール・テトローデ方程式の開発で知られている。ザックールはこれをヒューホー・テトローデとは独立に開拓した。ザックールとテトローデの名前は、この方程式を使って導出されるザックール・テトローデ定数にも残っている。
ザックールはヴロツワフ大学で学び、1901年に博士の学位を取得した。その後、ロンドンを経て、ベルリンのフリッツ・ハーバー研究所に加わった。ザックールは2つの化学物質を混合した後に起きた爆発により死亡した。